# Toby Wing
Toby Wing, geboren als Martha Virginia Wing, (Amelia County, 14 juli 1915 - Mathews, 22 maart 2001) was een Amerikaanse actrice.

## Levensloop en carrière
Toby Wing begon met acteren op haar negende. Haar vader, Paul Wing, was assistent-regisseur bij Paramount Pictures. In 1932 werd ze een van de Goldwyn Girls, actrices onder contract bij Samuel Goldwyn. Ze werd vaak gecast als femme fatale. In de jaren '30 zou ze relaties hebben gehad met Jackie Coogan, Franklin Delano Roosevelt jr en Maurice Chevalier. Wing speelde vaak kleinere rollen. In 1938 speelde ze op Broadway met Lupe Velez en Clifton Webb.
Wing huwde met piloot Dick Merrill. Ze overleed in 2001 op 85-jarige leeftijd.
- Bibliothèque nationale de France: cb162506210 (data)
- Gemeinsame Normdatei: 1025376617
- International Standard Name Identifier: 0000 0001 1064 5185
- Library of Congress Control Number: no89007445
- MusicBrainz: a2e143ec-51a7-40d1-8972-c1182595c10c
- Virtual International Authority File: 58634613
- WorldCat: E39PBJjXk6JbJpcfwKKC8PMtrq